# Жукотин (Львовская область)
Жу́котин (Турковский район) — село в Карпатах, в Турковской городской общине Самборского района Львовской области Украины. Население составляет 656 жителей.

## Географическое положение
Жукотин находится в 17 километрах от города Турка,
в 9 километрах восточнее границы с Польшей и
Северо-западнее Жукотина находится село Бережок,
юго-западнее — Волчье,
в 2 километрах западнее — Днестрик-Дубовый,
в 5 километрах юго-западнее — Боберка,
а к северу — сёла Старосамборского района:
в 4 километрах северо-восточнее — Смеречка,
в 5 километрах севернее — Репяна.
Жукотин находится на высоте 512 метров над уровнем моря.
Село расположено в долине верхнего течения Днестра, исток которого находится в 6 километрах юго-восточнее, за Волчьим.
Долина реки протянулась с юго-востока на северо-запад.
Северо-западнее села пролегает длинный хребет, который, в окрестности Жукотина, составляют вершины Бабцовка (779 м) и Сеювка (830 м).
На склонах этого хребта в 5 километрах западнее Жукотина, в районе горы Теркаловская (878 м) начинаются истоки реки Жукотинец, который впадает в Днестр с правого берега на юго-восточной окраине Жукотина.
Южнее села, с северо-запада на юго-восток протянулась невысокая, широкая и пологая возвышенность, сильно пересечённая горными ручьями и потоками, с вершинами Хащеваня (654 м), Опульный (592 м), Другой Горб (637 м). На этой возвышенности, в 5 километрах от Жукотина, на склонах Высокого Верха (700 м) находятся истоки реки Днестрик-Дубовый, которая протекает через одноимённое село и впадает с левого берега в Днестр на северо-западной окраине Жукотина.
Другие крупные притоки Днестра в окрестностях села: с правого берега — Ровень, с левого — Круглый (по названию вершины, на склонах которой находится его исток).

## История
Первое упоминание о Жукотине встречается в 1683 году.
Документом от 18 февраля 1683 года Ян III передавал Жукотин в пожизненное владение хорунжему полка пеших дворян Яну Речицкому, а на войтовство утверждал Павла Жукотинского.
Другим документом от 3 мая 1686 года Ян III присваивал супругам Петру и Марианне Волчанским часть войтовства в Жукотине, принадлежащем самборской экономии.
С XVII века в Жукотине находился греко-католический деканат, который объединял 16 парафий, включая жукотинскую, к которой относился Бережок.
В 1946 году село относится к Бережокскому сельскому совету.
В 1979 Жукотин не рассматривался как самостоятельное село.
Вновь права самостоятельного села Жукотин получает в 1989 году.

## Население
- 1890 год — 707 жителей (в том числе 686 греко-католиков и 24 иудея; из которых 3 поляка и 707 русинов)[4].
- 1921 год — 883 жителя.
- 2001 год — 656 жителей[3].

## Известные уроженцы
- Бачинский, Емельян Васильевич (1833—1907) — украинский актёр и режиссёр, руководитель театра.